# Mouette obscure
Leucophaeus fuliginosus
Espèce
Statut de conservation UICN

 VU D1 : Vulnérable
Synonymes
- Larus fuliginosus

La Mouette obscure (Leucophaeus fuliginosus) est une espèce d'oiseaux de mer de la famille des Laridae présente aux Galapagos.

## Description
Cet oiseau mesure de 51 à 55 cm.
- (fr) Oiseaux.net : Leucophaeus fuliginosus (+ répartition)
- (en) Congrès ornithologique international : Leucophaeus fuliginosus dans l'ordre Charadriiformes
- (en) Zoonomen Nomenclature Resource (Alan P. Peterson) : Leucophaeus fuliginosus  dans Charadriiformes
- (fr + en)  Avibase : Leucophaeus fuliginosus (+ répartition)
- (en) Tree of Life Web Project : Larus fuliginosus
- (fr + en)  Avibase : Leucophaeus fuliginosus (+ répartition)
- (en) NCBI : Larus fuliginosus (taxons inclus)
- (en) UICN : espèce Larus fuliginosus  Gould, 1841
- (en) Fonds documentaire ARKive : Larus fuliginosus